# 伊爾塔山脈
40°19′52″N 0°19′9″E / 40.33111°N 0.31917°E

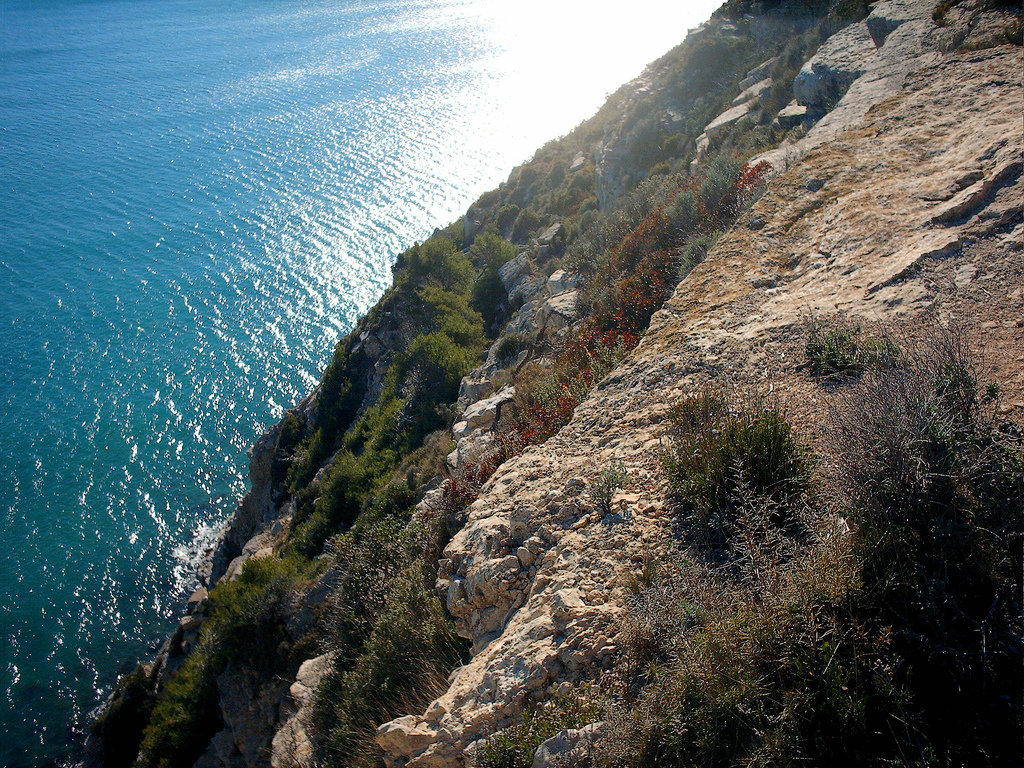

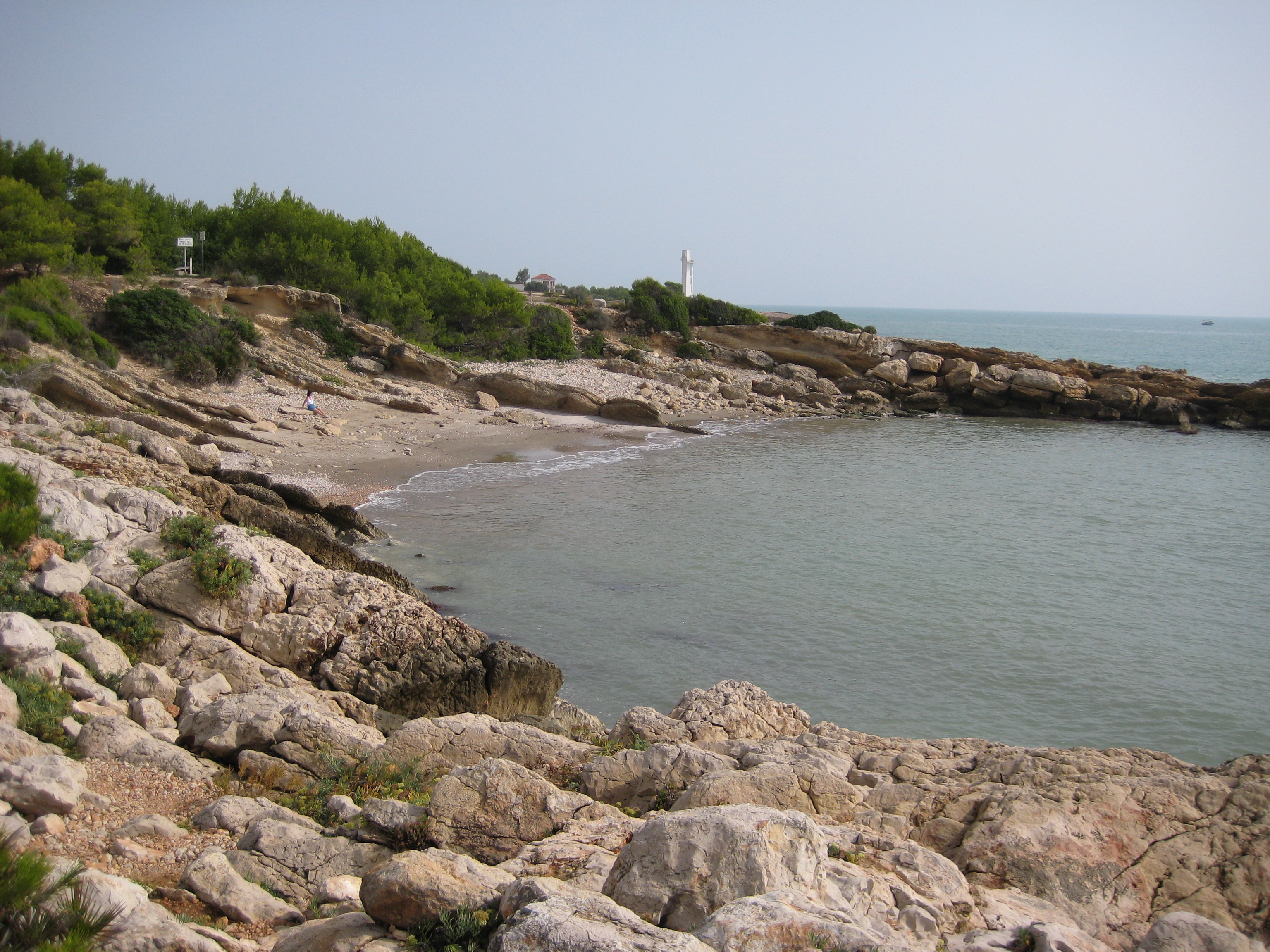

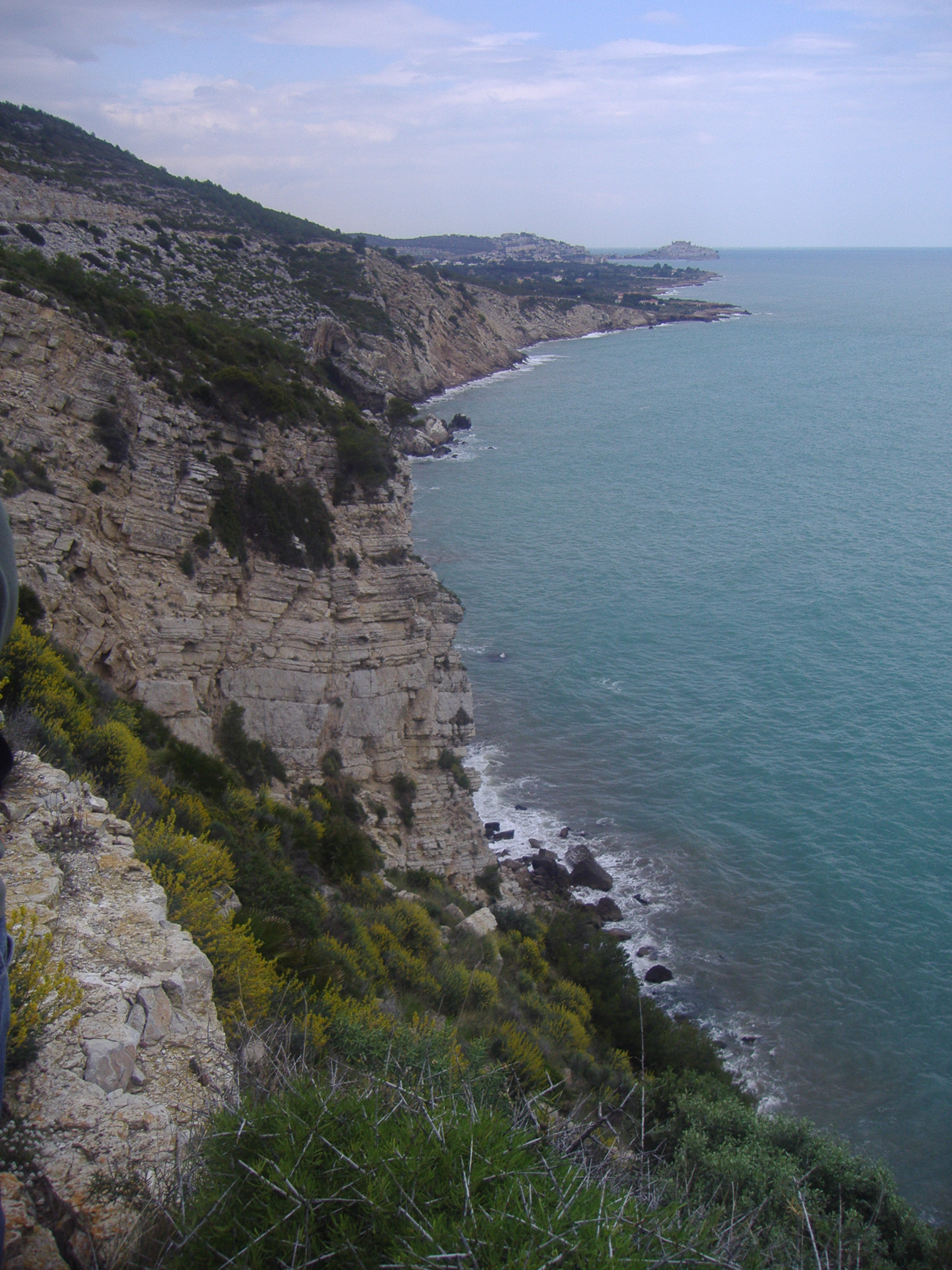

伊爾塔山脈，是西班牙的山脈，位於該國東部華倫西亞自治區，處於比納羅斯以南，是加泰羅尼亞前海岸山脈的延伸部分，全長18.8公里，最高點海拔高度573米。